# Жеребківська сільська рада (Чуднівський район)
Жеребківська сільська рада — колишня адміністративно-територіальна одиниця та орган місцевого самоврядування у Янушпільському, Бердичівському і Чуднівському районах Житомирської і Бердичівської округ, Вінницької й Житомирської областей Української РСР та України з адміністративним центром у с. Жеребки.

## Населені пункти
Сільській раді були підпорядковані населені пункти:
- с. Жеребки
- с. Певна
- с. Польова Слобідка
- с-ще Поштове
- с. Степок

## Населення
Кількість населення ради, станом на 1923 рік, становила 2 040 осіб, кількість дворів — 508.
Відповідно до перепису населення СРСР, станом на 17 грудня 1926 року, чисельність населення ради становила 1 819 осіб, з них, за статтю: чоловіків — 917, жінок — 902; етнічний склад: українців — 1 749, поляків — 70. Кількість господарств — 451, з них несільського типу — 1.
Відповідно до результатів перепису населення СРСР, кількість населення ради, станом на 12 січня 1989 року, становила 1 199 осіб.
Станом на 5 грудня 2001 року, відповідно до перепису населення України, кількість мешканців сільської ради становила 958 осіб.

## Склад ради
Рада складалася з 12 депутатів та голови.

### Керівний склад сільської ради
| ПІБ                             | Основні відомості                                                 | Дата обрання | Дата звільнення |
| ------------------------------- | ----------------------------------------------------------------- | ------------ | --------------- |
| Соботович Олександр Миколайович | Сільський голова, 1963 року народження, освіта                    | 26.03.2006   | 31.10.2010      |
| Соботович Олександр Миколайович | Сільський голова, 1963 року народження, освіта вища, безпартійний | 31.10.2010   |                 |

Примітка: таблиця складена за даними джерела

## Історія
Створена 1923 року в складі сіл Жеребки та Степок Янушпільської волості Житомирського повіту Волинської губернії. 2 лютого 1926 року, відповідно до рішення Бердичівської ОАТК № 2/5, с. Степок передане до складу новоствореної Польовослобідської сільської ради Янушпільського району. Станом на 1 жовтня 1941 року в підпорядкуванні ради значився хутір Гуцалюкових, який відсутній в обліку населених пунктів 1 вересня 1946 року.
Станом на 1 вересня 1946 року сільська рада входила до складу Янушпільського району Житомирської області, на обліку в раді перебувало с. Жеребки.
11 серпня 1954 року, внаслідок виконання указу Президії Верховної ради УРСР «Про укрупнення сільських рад по Житомирській області», до складу ради приєднано села Польова Слобідка й Степок ліквідованої Польово-Слобідської сільської ради Янушпільського району.
На 1 січня 1972 року сільська рада входила до складу Чуднівського району Житомирської області, на обліку в раді перебували села Жеребки, Польова Слобідка та Степок.
12 серпня 1974 року, відповідно до рішення Житомирського ОВК № 342 «Про зміни в адміністративно-територіальному поділі окремих районів області в зв'язку з укрупненням колгоспів», до складу ради включено села Певна і Поштове Краснопільської сільської ради Чуднівського району.
Виключена з облікових даних 17 липня 2020 року. Територію та населені пункти ради, відповідно до розпорядження Кабінету Міністрів України № 711-р від 12 червня 2020 року «Про визначення адміністративних центрів та затвердження територій територіальних громад Житомирської області», включено до складу Краснопільської сільської територіальної громади Бердичівського району Житомирської області.
Входила до складу Янушпільського (7.03.1923 р.), Чуднівського (28.11.1957 р., 8.12.1966 р.) та Бердичівського (30.12.1962 р.) районів.